# Brigada 4 Artilerie (1916-1918)
Brigada 4 Artilerie a fost o mare unitate de artilerie, de nivel tactic, care s-a constituit la 14/27 august 1916, prin mobilizarea unităților și subunităților existente la pace. Din compunerea brigăzii făceau parte Regimentul 2 Artilerie și Regimentul 10 Artilerie. Brigada a făcut parte din organica Divizia 4 Infanterie, fiind dislocată la pace în garnizoana București. :p. 72 
La intrarea în război, Brigada 4 Artilerie a fost comandată de colonelul Dinu Păianu. Brigada 4 Artilerie a participat la acțiunile militare pe frontul român, pe toată perioada războiului, între 14/27 august 1916 - 28 ocotmbrie/11 noiembrie 1918.

## Comandanți
- Colonel Dinu Păianu
- Colonel Gheorghe Filiti